# Charaxes bernardus
Charaxes bernardus es una especie de lepidóptero perteneciente a la familia Nymphalidae. Es originaria de Asia.
Se distribuyen por la India. Las larvas se alimentan de Aglaia lawii.

## Galería

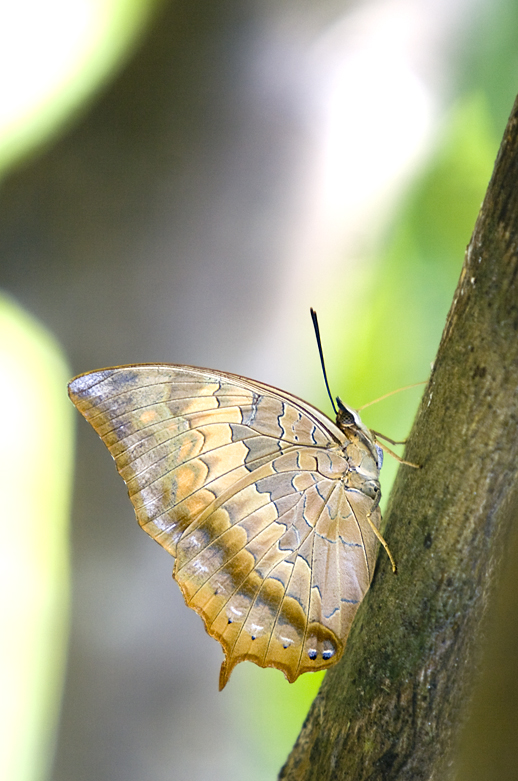
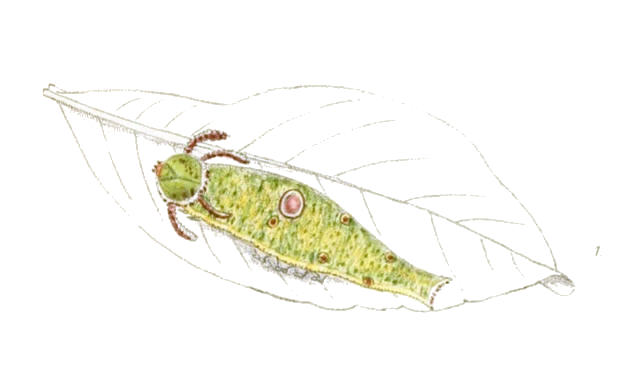
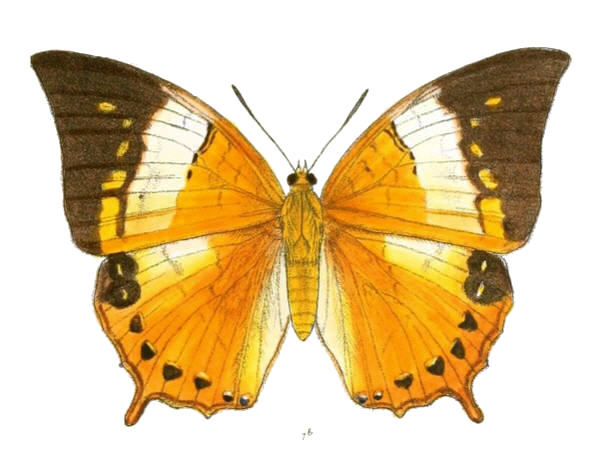
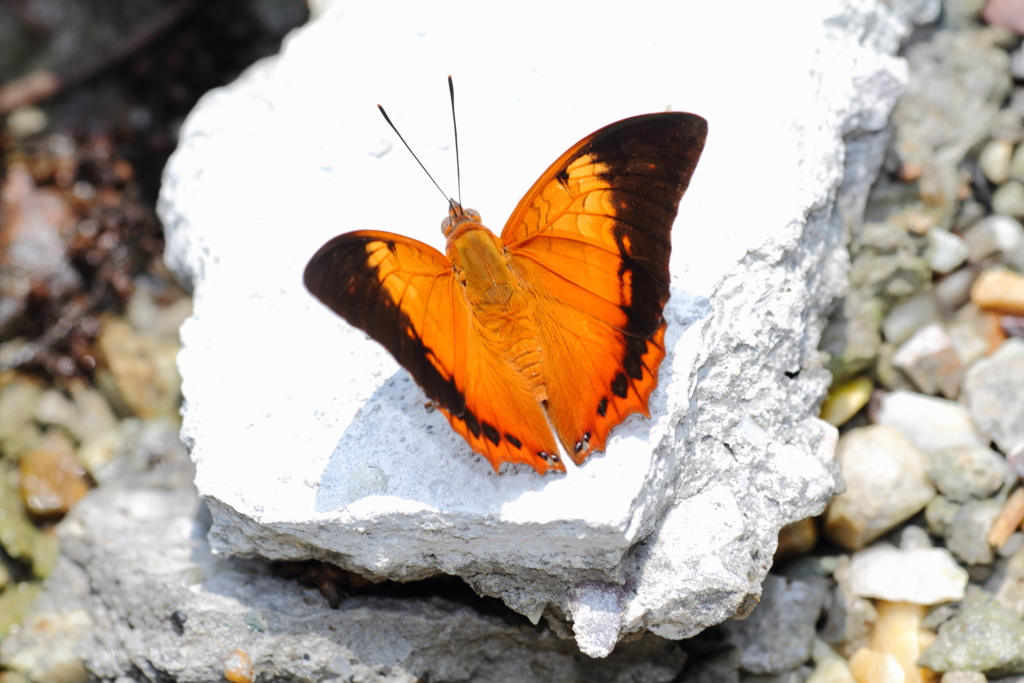
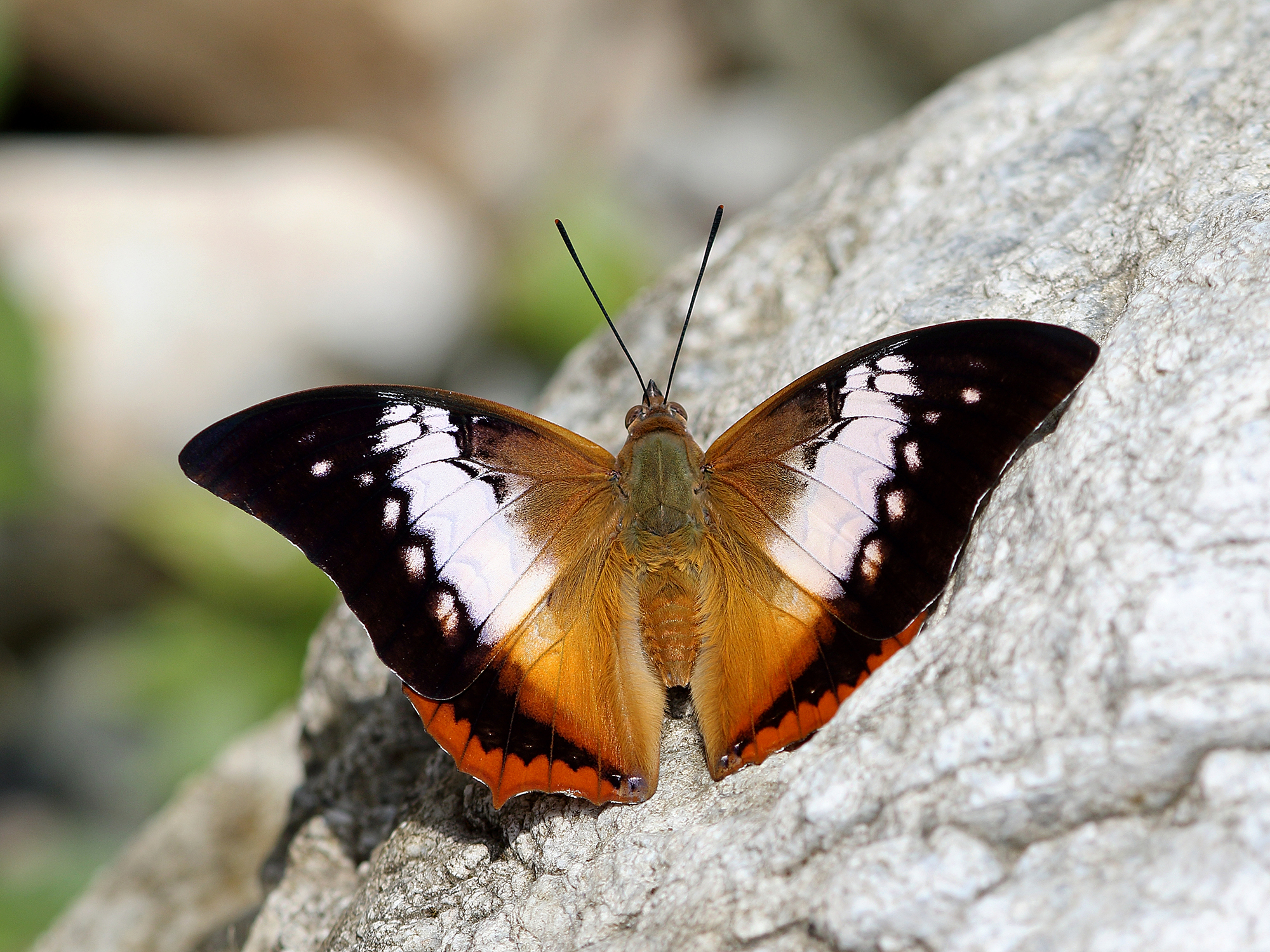